# Chris Richard
Chris Demontray Richard (nacido el 25 de diciembre de 1984 en Lakeland, Florida) es un exjugador de baloncesto estadounidense que disputó dos temporadas en la NBA. Mide 2,06 metros y jugaba en la posición de ala-pívot.

## Trayectoria deportiva

### Universidad
Jugó durante cuatro temporadas con el equipo más en forma de los últimos años, los Gators de la Universidad de Florida, con los que consiguió dos títulos nacionales de la NCAA, en 2006 y 2007. Siendo usado habitualmente como sexto hombre, promedió a lo largo de su carrera 4,8 puntos y 3,2 rebotes por partido.

### Profesional
Fue elegido en la segunda ronda del Draft de la NBA de 2007 por Minnesota Timberwolves, equipo con el que firmó contrato el 30 de septiembre. Jugó también 6 partidos con los Sioux Falls Skyforce de la NBA Development League.
El 5 de febrero de 2010, Richard firmó un contrato de 10 días con los Chicago Bulls.

## Estadísticas

### Temporada regular
| Año     | Equipo    | PJ | PT | MPP  | %TC  | %3P  | %TL  | RPP | APP | ROB | TPP | PPP |
| ------- | --------- | -- | -- | ---- | ---- | ---- | ---- | --- | --- | --- | --- | --- |
| 2007–08 | Minnesota | 52 | 3  | 10.7 | .471 | .000 | .593 | 2.6 | .3  | .2  | .2  | 1.9 |
| 2009–10 | Chicago   | 18 | 0  | 12.4 | .517 | .000 | .636 | 3.3 | .4  | .4  | .2  | 2.1 |
| Total   |           | 70 | 3  | 11.1 | .483 | .000 | .605 | 2.8 | .4  | .3  | .2  | 1.9 |

### Playoffs
| Año     | Equipo  | PJ | PT | MPP | %TC  | %3P  | %TL  | RPP | APP | ROB | TPP | PPP |
| ------- | ------- | -- | -- | --- | ---- | ---- | ---- | --- | --- | --- | --- | --- |
| 2009–10 | Chicago | 2  | 0  | 2.5 | .000 | .000 | .000 | 1.5 | .0  | .0  | .0  | .0  |
| Total   |         | 2  | 0  | 2.5 | .000 | .000 | .000 | 1.5 | .0  | .0  | .0  | .0  |